# FunX
NPO FunX est une station de radio publique néerlandaise appartenant au service public Nederlandse Publieke Omroep (NPO) et à la fondation G4 Radio. Le groupe cible de la station sont les auditeurs âgés de 15 à 34 ans et est conçu spécifiquement pour les jeunes immigrés. Elle diffuse principalement de l'urban, de la pop latino, du reggae, du dancehall, de l'oriental, de la pop arabe, turque, persane, du bhangra, du raï, du hip-hop franco-africain, de la mandopop et d'autres musiques cross-over.
La station se compose depuis sa création de quatre éditions locales (Amsterdam, Rotterdam, Utrecht, La Haye) et, depuis le 6 septembre 2005, d'une édition nationale. Les éditions locales sont diffusées sur la bande FM à proximité ou dans les villes mentionnées. Seule l'édition nationale est diffusée par DVB-T, DAB+, le câble, le satellite et Internet et non via FM.

## Histoire

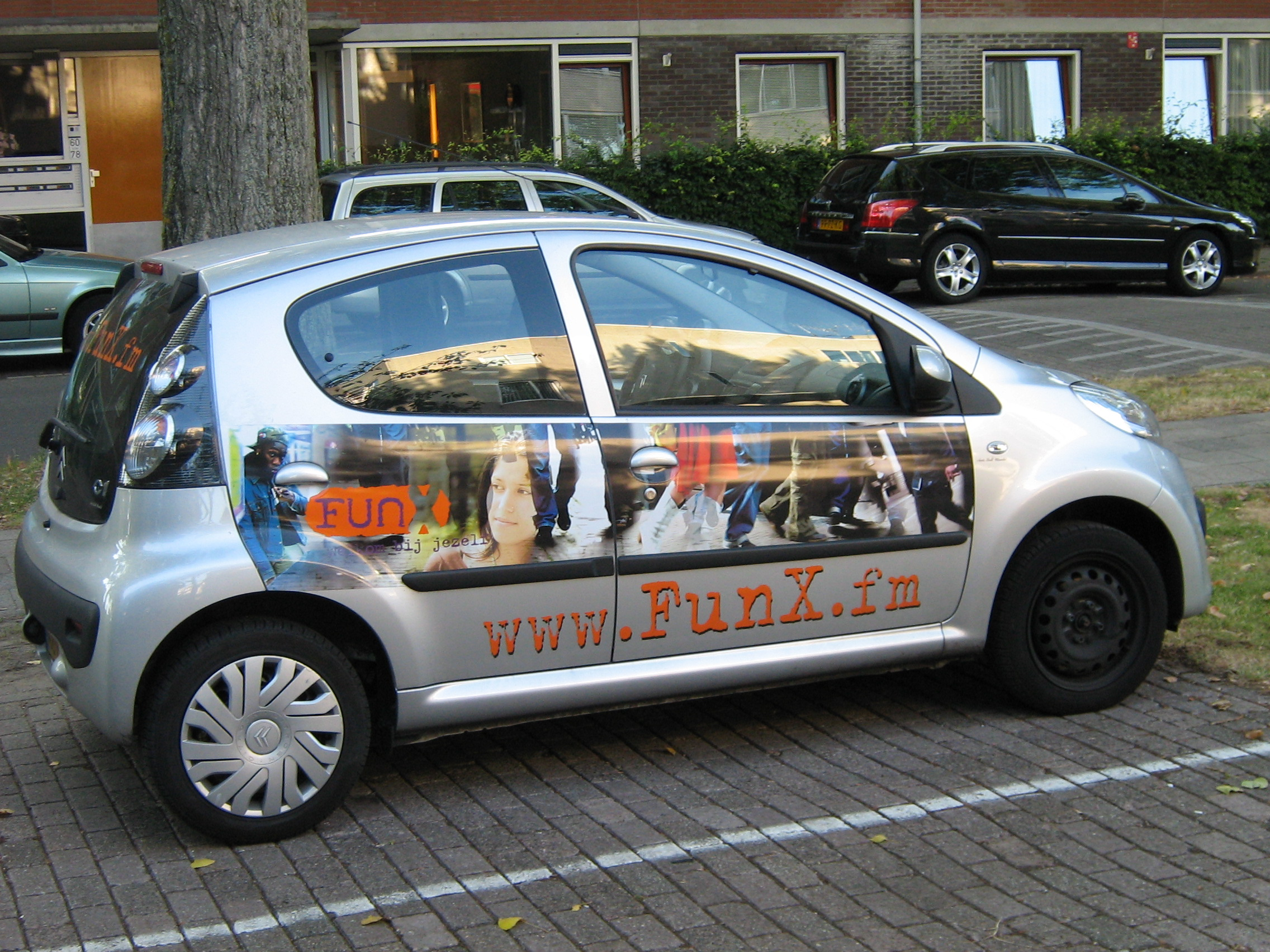
Une voiture de la station de radio FunX en 2006.

FunX a été fondée et diffuse depuis le 3 août 2002. Le 19 août 2014, contrairement aux autres stations de radio nationales de la NPO, la mention « NPO » n'a pas été ajoutée au nom de FunX.

### Identité visuelle

Logo de FunX du 3 août 2002 au 19 août 2014
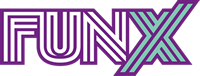
Logo de FunX depuis le 19 août 2014
Logo de NPO FunX du 2015 au 2024
LOGO BIS npo funx